# اچ‌ام‌اس تیزر (۱۸۹۵)
اچ‌ام‌اس تیزر (۱۸۹۵) (به انگلیسی: HMS Teazer (1895)) یک کشتی بود که طول آن ۲۰۰ فوت (۶۱ متر) بود. این کشتی در سال ۱۸۹۵ ساخته شد.